# Vera (Oklahoma)
Vera és un poble dels Estats Units a l'estat d'Oklahoma. Segons el cens del 2000 tenia 188 habitants.

## Demografia
Segons el cens del 2000, Vera tenia 188 habitants, 73 habitatges, i 51 famílies. La densitat de població era de 362,9 habitants per km².
Dels 73 habitatges en un 30,1% hi vivien nens de menys de 18 anys, en un 57,5% hi vivien parelles casades, en un 4,1% dones solteres, i en un 28,8% no eren unitats familiars. En el 23,3% dels habitatges hi vivien persones soles el 9,6% de les quals corresponia a persones de 65 anys o més que vivien soles. El nombre mitjà de persones vivint en cada habitatge era de 2,58 i el nombre mitjà de persones que vivien en cada família era de 3,04.
Per edats la població es repartia de la següent manera: un 24,5% tenia menys de 18 anys, un 9% entre 18 i 24, un 29,8% entre 25 i 44, un 21,3% de 45 a 60 i un 15,4% 65 anys o més.
L'edat mediana era de 37 anys. Per cada 100 dones de 18 o més anys hi havia 105,8 homes.
La renda mediana per habitatge era de 27.000 $ i la renda mediana per família de 32.083 $. Els homes tenien una renda mediana de 30.000 $ mentre que les dones 20.833 $. La renda per capita de la població era de 12.013 $. Entorn del 6,4% de les famílies i el 9,1% de la població estaven per davall del llindar de pobresa.

## Poblacions més properes
El següent diagrama mostra les poblacions més properes.